# Tour de Pedro-Sem
La tour de Pedro Sem, également appelée tour du Palais de Terenas, est une tour médiévale de Porto, située à l'arrière du Palais de Terenas. Dans certains textes, elle est encore appelée à tort Torre da Marca, mais cette dernière est une tour militaire construite par le roi João III en 1542 pour guider les navires entrant dans la barre du Douro. Cette tour, construite dans la première moitié du XIVe siècle, était située dans la Quinta da Boa Vista, à la périphérie du Porto médiéval.

## Historique
Le responsable de sa construction était Pero do Sem, un noble aragonais qui était chancelier général du roi Afonso IV, comme un moyen de marquer sa propriété (appelée plus tard par le peuple « Quinta da Boa Vista ») aux abords de la cité médiévale. Un de ses descendants a vendu sa propriété à la famille Brandão, à la fin du XVe siècle. Cette famille sera responsable de l'annexion du Palais de Terenas.
À la Renaissance, il y avait ici l'Hospital dos Epidemiados, utilisé pour l'isolement des malades.
La tour serait cependant associée à un autre bourgeois, Pedro Pedrossem da Silva. Ce dernier était un riche marchand de Hambourg, directeur de la Companhia dos Vinhos et juge de la Confrérie. Une légende populaire raconte que Pedrossem serait tombé en ruine pour avoir défié Dieu. Quand il a vu ses navires entrer dans la barre du Douro du haut de la tour, il s'est exclamé : « Maintenant, si Dieu le veut, je ne peux pas rester pauvre ! ». A ce moment précis une tempête s'abat sur la flotte, et Pedrossem sera obligé de mendier pour le restant de ses jours en disant : « L'aumône pour Pedro Cem qui avait tout et qui n'a rien ! ». Ce qui est certain, c'est que Pedrossem a perdu sa fortune, bien qu'il n'ait jamais mendié.
En 1919, en raison des profonds travaux qui ont abouti à l'ouverture de l'Avenida dos Aliados et à la construction du nouvel hôtel de ville de Porto, le conseil municipal a été installé, à titre provisoire, dans le palais épiscopal, à côté de la cathédrale de Porto. Par conséquent, le diocèse de Porto a été transféré au Palácio dos Terenas, adjacent à la Tour de Pedro Sem. A cette époque, la tour aurait fait l'objet de rénovations successives, comme en témoignent les fenêtres asymétriques. On sait qu'un troisième étage y fut ajouté car une gravure publiée à Tripeiro en 1909 montre que les fenêtres supérieures n'existaient pas encore à l'époque. Les modifications, cependant, se sont concentrées principalement sur son intérieur, de sorte que ses caractéristiques continuent d'être typiquement médiévales, cependant, dans un style romano-gothique.
En 1986, la tour a été restaurée afin de constituer une annexe résidentielle du diocèse, selon un projet de l'architecte Abrunhosa de Brito, en remodelant complètement son intérieur.
L'édifice est classé Monument National depuis 1910.